# Sprey
Sprey, obersorbisch Sprjowje, ist mit etwa 50 Einwohnern einer der kleinsten Ortsteile der ostsächsischen Gemeinde Boxberg/O.L. Bekannt ist das Dorf im sorbischen Siedlungsgebiet durch seine Schrotholzkirche, die 1780 ohne einen Nagel errichtet wurde. Westlich der Ortslage mündet der Schwarze Schöps in die Spree.

## Geographie

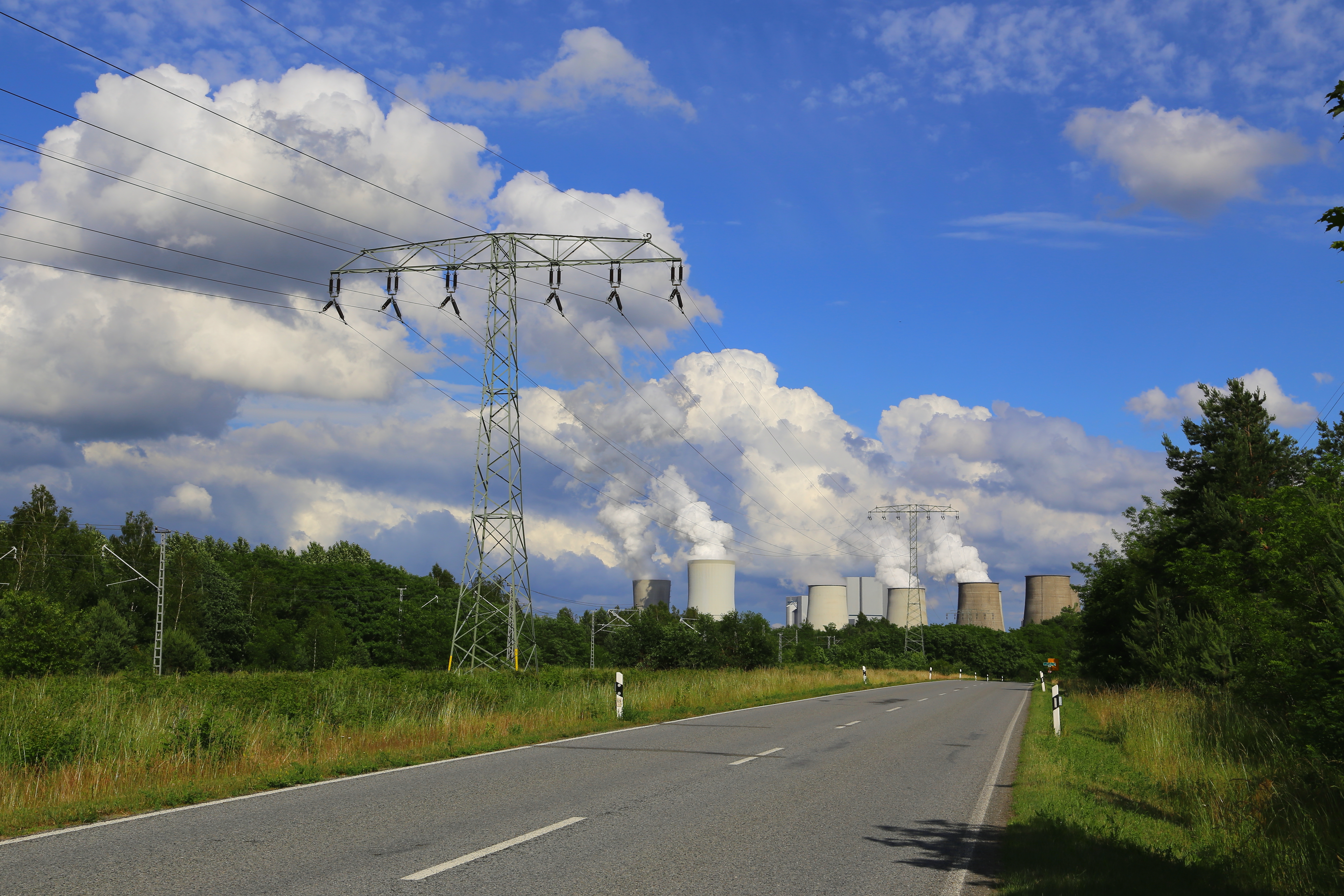
Spreestraße in südlicher Richtung kurz vor dem Abzweig Sprey

In Form eines Straßendorfes mit Rundweilerkern liegt Sprey nordwestlich von Boxberg am höher gelegenen östlichen Ufer des Schwarzen Schöps, kurz bevor dieser in die Spree mündet. Spreeabwärts lag nordwestlich das 1979 abgebrochene Dorf Tzschelln, im Norden und Nordosten befindet sich der Tagebau Nochten, im Osten liegt Nochten und im Südwesten schließt sich Bärwalde an. Markant ist das südöstlich liegende Kraftwerk Boxberg.
Die Spreestraße, eine Kreisstraße, die die Staatsstraße 130 zwischen Neustadt/Spree und Mulkwitz mit der Bundesstraße 156 verbindet, führt östlich an der Ortschaft vorbei. Nördlich von Sprey führen drei Panzerübergänge vom Tagebau Nochten zum westlichen Teil des Truppenübungsplatzes Oberlausitz, von denen einer in Benutzung ist.

## Geschichte

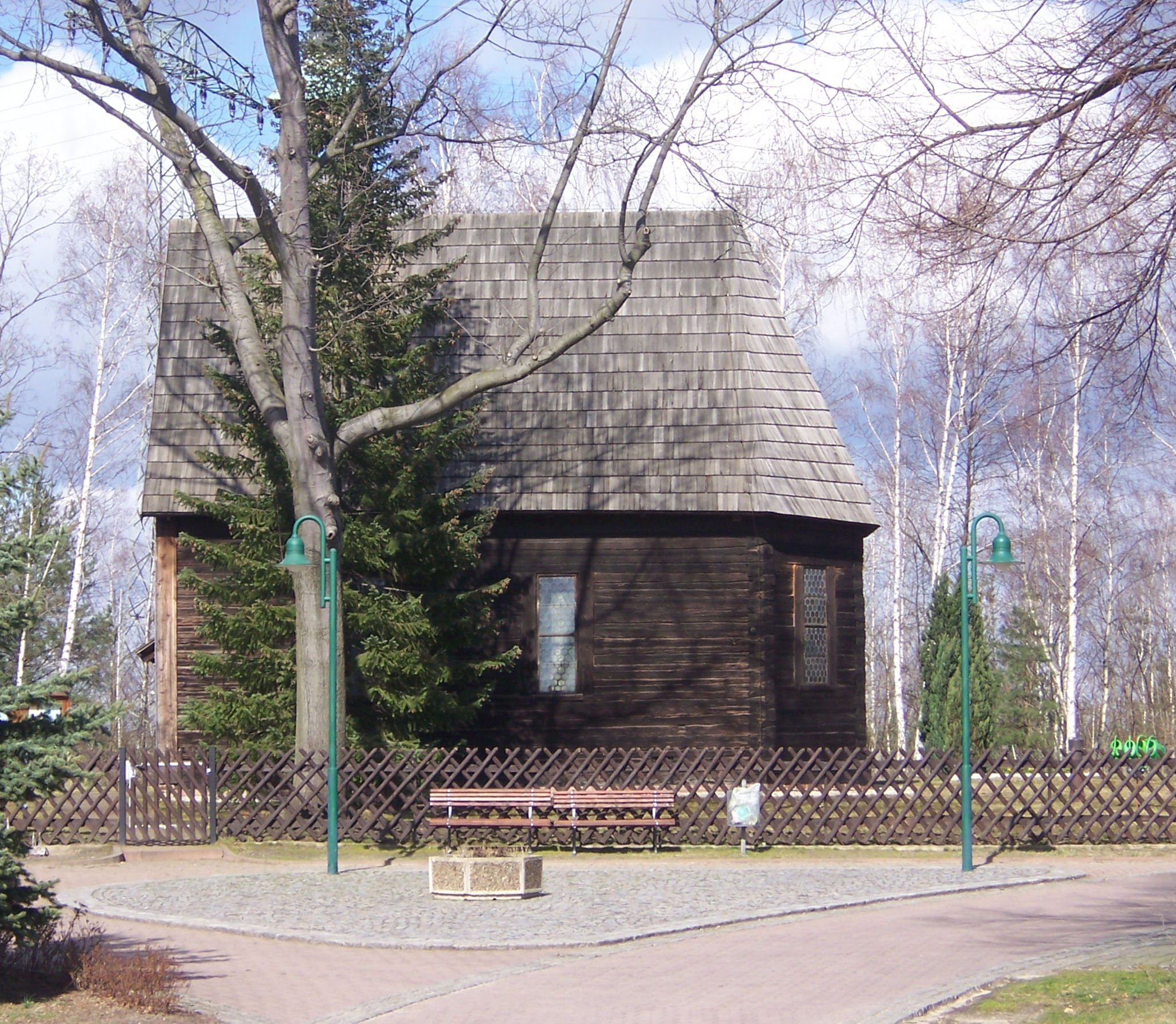
Straßenseite der Schrotholzkirche

In der Gemarkung Sprey gibt es nur wenige archäologische Funde, die eine frühgeschichtliche Siedlungstätigkeit belegen. Die Siedlungsform sowie viele sorbische und sorbischstämmige Flurnamen weisen auf eine slawische Ortsgründung hin.
Urkundliche Erwähnung fand Sprey als Spec am 8. Juni 1552 im Urbarium und 1597 als Sprey in der Verkaufsurkunde der Herrschaft Muskau. Dass das Dorf älter ist, belegt die Schrotholzkirche, deren Vorgängerbau um das Jahr 1522 entstanden sein dürfte. In der Kirche befindet sich ein Schnitzaltar mit einem Bild des Heiligen Martin, das gegen Ende des 15. Jahrhunderts entstanden sein dürfte.
Als Zuverdienst neben der Landwirtschaft auf hauptsächlich sandigen und ertragsarmen Böden wurde 1552 ein Pechofen genannt.
Noch während des Dreißigjährigen Krieges (1618–1648) trat das Königreich Böhmen die beiden lausitzischen Markgraftümer im Prager Frieden von 1635 an das Kurfürstentum Sachsen ab, wodurch Sprey zum Kurfürstentum kam.

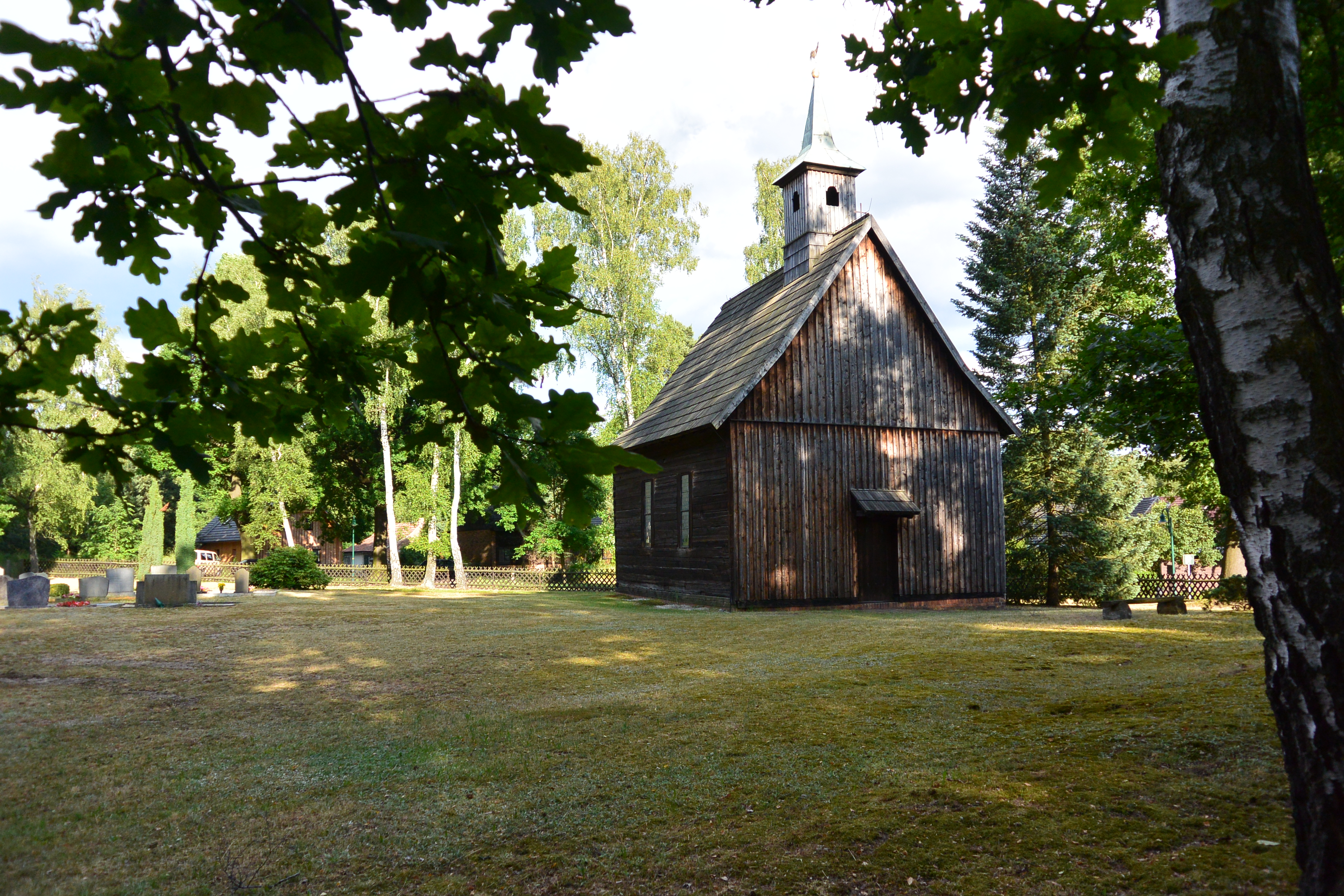
Idyllisch gelegen: Friedhof und Kirche

Nach totaler Verwahrlosung der Schrotholzkapelle wurde sie 1780 gänzlich renoviert. Auf diese Weise entstand die noch heute bestehende Schrotholzkirche.
Nach den Befreiungskriegen musste das Königreich Sachsen 1815 über die Hälfte seiner Staatsfläche an Preußen abtreten, darunter die Niederlausitz und ein großer Teil der Oberlausitz. Im Folgejahr wurde Sprey dem preußisch-schlesischen Landkreis Rothenburg (Ob. Laus.) zugeordnet, in dem es nach Einwohnern eine der kleinsten Gemeinden war.
Die Kinder gingen nach Nochten zur Schule, bis 1840 eine Laufschule im Ort eingerichtet wurde, in die der Tzschellner Lehrer zum Unterricht kam. Diese Schule bestand bis 1863.

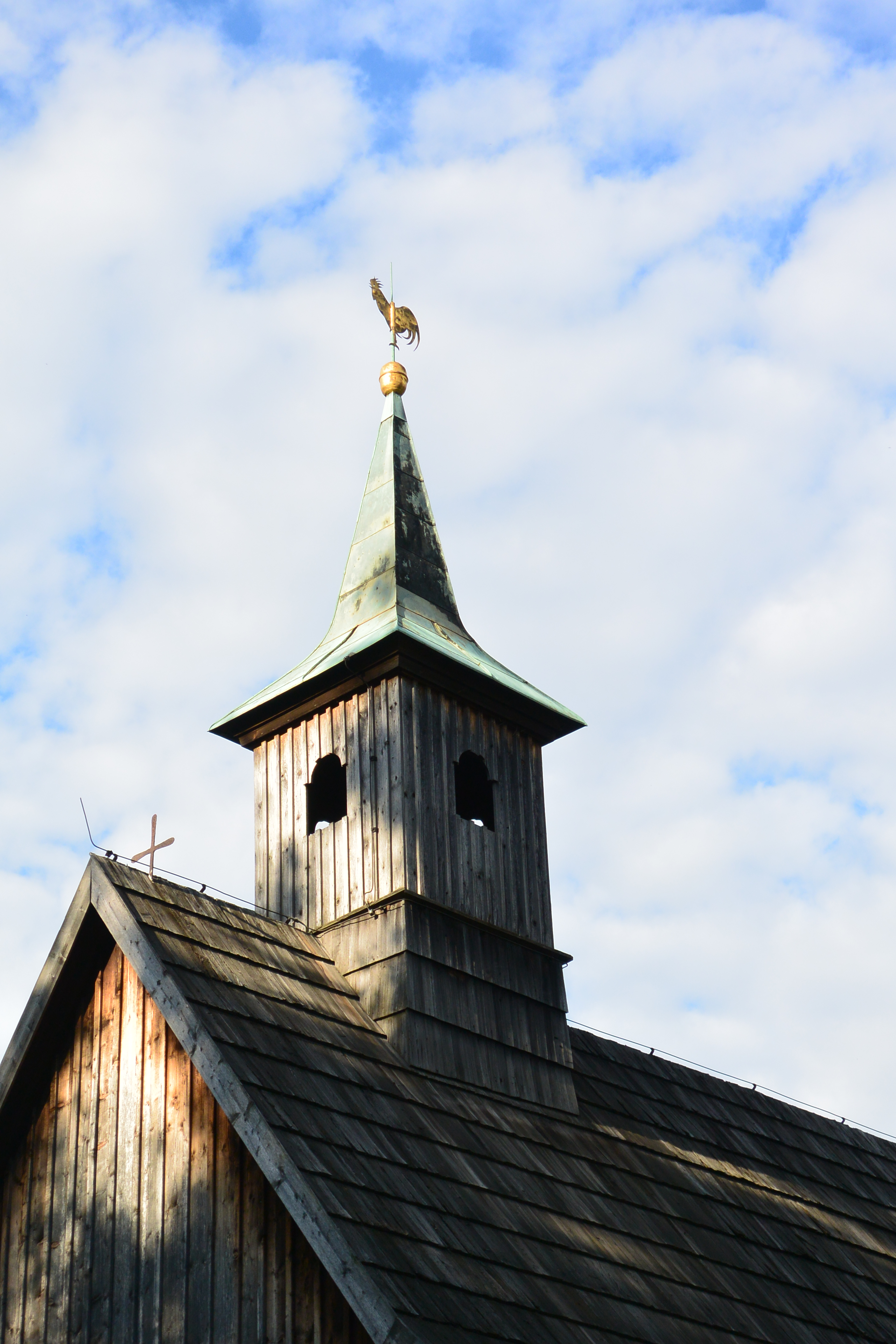
Dachreiter der Kirche

Noch bis 1890 war die Spreyer Kirche eine Tochterkirche der sorbischen Andreaskirche in Muskau, danach gehörte sie zur Tzschellner Kirche, die ihrerseits seit 1627 eine Filialkirche der Nochtener Kirche war. Die Bevölkerung war noch mehrheitlich sorbisch, was sich auch in der Sprache niederschlug. Durch die relativ abgelegene Lage der drei Gemeinden konnten sich über die Jahrhunderte der Nochtener Dialekt und die Nochtener Tracht herausbilden. In Sprey wurde noch bis 1935 sorbisch gesprochen.
Die Abschaffung der Gutsbezirke in der Zeit der Weimarer Republik, bei der zwischen 1928 und 1930 etwa 98 % der fast 12000 preußischen Gutsbezirke aufgelöst und eingemeindet wurden, führte in der Standesherrschaft Muskau zu einem Kuriosum. Die 15 Gutsbezirke der Standesherrschaft wurden weitestgehend aufgelöst und auf die 2 Städte und 24 Gemeinden aufgeteilt, übrig blieb ein unbewohnter Gutsbezirk, in dem mehrere Forste der Standesherrschaft zusammengefasst waren. Dabei gingen auch Brücken und 120 der 420 Kilometer des Straßennetzes von den Gutsbezirken auf die Gemeinden über. Während die Unterhaltsfrage bei den meisten Brücken geklärt war, kam es bei der Spreyer Spreebrücke nahe der damaligen Kreisgrenze zu Streit. Der Rothenburger Landrat entschied 1940 daraufhin, dass die Rechtsnachfolger des entsprechenden Gutsbezirks die Unterhaltskosten von 7031,86 Reichsmark anteilig zu leisten hatten. Der Forstbezirk hatte etwa die Hälfte zu tragen, der Rest wurde auf die Stadt Weißwasser (51 %) und die 18 Gemeinden Gablenz, Haide, Halbendorf, Krauschwitz, Köbeln, Lugknitz, Mühlrose, Nochten, Publick, Rietschen, Rohne, Sagar, Schleife, Skerbersdorf, Trebendorf, Tschöpeln, Tzschelln und Weißkeißel aufgeteilt, die bis zu 25 Kilometer von der Brücke entfernt lagen. Die Gemeinde Sprey hatte im Gegenzug für den Unterhalt der Brücke zu sorgen.
Nach dem Zweiten Weltkrieg wurde der schlesische Teil der Oberlausitz, der westlich der Neiße lag, wieder dem Land Sachsen zugeschlagen. Bei der Verwaltungsreform von 1952 kam Sprey zum Kreis Weißwasser (Bezirk Cottbus).
Die Schrotholzkirche erhielt 1949 durch den Aufbau eines Dachreiters ihr markantes Aussehen mit Türmchen.
Am 5. Mai 1960 wurde die Landwirtschaftliche Produktionsgenossenschaft (LPG) „Nowa Wjes“ („neues Dorf, Neudorf“) vom Typ I gegründet. Sie hatte anfangs 20 Mitglieder. Ebenfalls seit 1960 besuchten die Kinder die Schule in Uhyst.
Zum 1. Januar 1974 wurde Sprey nach Boxberg eingemeindet. Die Boxberger Schule wird von den Schulkindern erst seit 1991 besucht.

### Bevölkerungsentwicklung
| Jahr | Einwohner |
| ---- | --------- |
| 1782 | 96        |
| 1825 | 119       |
| 1863 | 136       |
| 1871 | 147       |
| 1885 | 127       |
| 1905 | 121       |
| 1925 | 110       |
| 1939 | 115       |
| 1946 | 113       |
| 1950 | 102       |
| 1964 | 97        |
| 1971 | 74        |
| 1999 | 75        |
| 2008 | 65        |
| 2020 | 51        |

Aus den Urbarien der Standesherrschaft Muskau geht hervor, dass zwischen 1552 und 1782 der Großteil der Bevölkerung von 10 besessenen Mann gestellt wurde, die sich auf 8 Halbhüfner- und 2 Lehnwirtschaften verteilen. Daneben gab es 1552 einen Gärtner und zwei Häusler, insgesamt also 13 Wirtschaften.
Bis 1630 wuchs die Zahl der Wirtschaften auf 16, wobei die Gärtnerstelle nicht mehr vorhanden war. Neben den 10 besessenen Mann gab es sechs Häusler. Gegen Ende des Dreißigjährigen Krieges lagen 1647 insgesamt 10 Wirtschaften wüst. Besetzt waren nur fünf Bauern- und eine Häuslerstelle. Bis zum Ende des Jahrhunderts war nahezu der alte Bevölkerungsstand erreicht. Es wurden 1699 insgesamt 15 Wirtschaften, darunter ein Gärtner und vier Häusler, genannt.
Im Jahr 1777, der Siebenjährige Krieg (1756–1763) sowie die Hungerjahre gegen Anfang des Jahrzehnts hatten ihre Spuren hinterlassen, gab es nur noch 12 Wirtschaften, darunter zwei Häusler. Bereits fünf Jahre später war der Stand von 1699 wieder erreicht und es wurden 96 Einwohner genannt. Knapp 30 Jahre später hatte sich die Zahl der Bauernstellen um eine auf neun verringert.
Von 1782 bis 1871 wuchs die Einwohnerzahl um etwa die Hälfte auf knapp 150, danach fiel sie langsam aber nahezu stetig. Noch 1884 war die Bevölkerung laut Arnošt Muka rein sorbisch. Ernst Tschernik zählte auch 1956 noch einen sorbischsprachigen Bevölkerungsanteil von 90,7 %. Damit war Sprey in der Umgebung eines der Dörfer mit dem höchsten Anteil an sorbischen Einwohnern. Seither ist die Sprache auch hier weitgehend aus dem Alltag verschwunden.
In den 1950er Jahren lag die Einwohnerzahl noch bei 100, 1971 nur noch bei 74. Dieses Niveau wurde zwar bis zur Jahrtausendwende beibehalten, fiel danach jedoch weiter ab.

### Ortsname
Namensvarianten sind Spec (1552), Sprey (1597), Spree (1732) und Spreu (1791). Der Name leitet sich nicht etwa von der Spree, sondern vom Schöps ab, der früher ebenfalls Spree genannt wurde. Diese von Jan Meschgang (1973) und Ernst Eichler (1975) vertretene These stützt sich unter anderem auf die Tatsache, dass Sproitz am Schwarzen Schöps und Spree am Weißen Schöps eine ähnliche Namensentwicklung aufzeigen.